# Robert Birner
Robert Birner (* 16. Februar 1958) ist ein ehemaliger deutscher Fußballspieler, der zwischen 1975 und 1985 in der 2. Bundesliga vornehmlich beim FC Augsburg, SC Freiburg und SSV Ulm 1846 127 Spiele absolviert und 40 Tore erzielt hat.

## Laufbahn
Im zweiten A-Jugendjahr 1975/76 absolvierte der Mittelstürmer des FC Augsburg in der Jugendnationalmannschaft des DFB gemeinsam mit Klaus Augenthaler, Rudi Bommer, Rudi Gores und Karlheinz Förster sechs Länderspiele. Verletzungsbedingt war das Freundschaftsspiel am 11. Mai 1976 in Kopenhagen gegen Dänemark sein letzter Einsatz in der DFB-Jugend. In der Rückserie dieses Spieljahres hatte das Offensivtalent am 21. Februar und am 9. April 1976 seine ersten zwei Spiele an der Seite der Mitspieler Helmut Haller, Willi Hoffmann und Edgar Schneider in der 2. Bundesliga für Augsburg absolviert. Da Birner auch in den folgenden Spielzeiten mehr mit diversen Verletzungen als mit der gegnerischen Konkurrenz zu kämpfen hatte, kamen bis zum Rundenende 1977/78 lediglich zehn weitere Zweitligaeinsätze für die Mannschaft aus dem Rosenaustadion hinzu.
Der Angreifer versuchte es danach bei den Amateuren des VfB Stuttgart und kam am 6. Juni 1979 in Cadiz beim Spiel gegen Spanien (Junioren) beim 4:0-Sieg der Schützlinge von DFB-Trainer Erich Ribbeck zu einem Einsatz in der Fußballnationalmannschaft der Amateure und erzielte ein Tor. Im Sommer 1979 bekam er, wie auch Torhüter Uwe Greiner, einen Vertrag für den VfB-Lizenzkader. Birner wechselte während der Saison aber wieder zu den VfB-Amateuren zurück. 
Zur Runde 1980/81 unterschrieb der Offensivspieler einen Vertrag beim SC Freiburg in der 2. Bundesliga und übersiedelte aus dem Schwäbischen in den Schwarzwald nach Südbaden. Am zweiten Spieltag, den 10. August 1980, absolvierte Birner sein erstes Ligaspiel für den SC. Seine neue Mannschaft aus dem Breisgau gewann mit 1:0 Toren bei seinem Heimatverein FC Augsburg. Unter den Trainern Norbert Wagner – bis Februar 1981 – und Karl-Heinz Bente erzielte er in 25 Einsätzen zehn Tore und war damit der beste Torschütze der Mannschaft aus dem Dreisamstadion. Mit seinen Mannschaftskameraden Günther Wienhold, Karl-Heinz Wöhrlin, Reinhard Binder und Herbert Reiß belegte er den siebten Rang im letzten Jahr der zweigeteilten 2. Liga. Im zweiten Freiburger-Jahr, 1981/82, kam er in 29 Spielen auf zwölf Treffer und war damit wieder erfolgreichster SC-Angreifer. Unter Trainer Werner Olk konnte er verletzungsbedingt 1982/83 nur drei Spiele absolvieren und war in der gesamten Rückrunde für den SC nicht einsetzbar. Nach Querelen mit Trainer Fritz Fuchs in der Vorrunde 1983/84, schloss er sich im Oktober 1983 dem Ligakonkurrenten SSV Ulm 1846 an. Sein letzter Einsatz für Freiburg war der 1:0-Heimerfolg am 1. Oktober gegen Rot-Weiß Oberhausen. Bereits am 16. Oktober war er erstmals für die Ulmer „Spatzen“ im Einsatz. Ulm spielte 2:2 unentschieden gegen Hertha BSC. Mit Trainer Paul Sauter und den Mannschaftskameraden Walter Modick, Walter Kubanczyk, Dieter Kohnle, Günter Berti und Erich Steer belegte Ulm den 13. Tabellenrang. Persönlich steigerte sich Birner in der zweiten Ulmer Saison 1984/85 zwar auf 33 Einsätze mit 13 Toren, der SSV 1846 stieg aber aus der 2. Liga ab. Ausgerechnet Fritz Fuchs löste Hannes Baldauf im Dezember 1984 als Trainer im Donaustadion ab und konnte den Fall in das Amateurlager nicht verhindern. Im Sommer 1985 endete die Laufbahn von Robert Birner im Lizenzfußball.